# Sticherus ferrugineus
Sticherus ferrugineus är en ormbunkeart som först beskrevs av Nicaise Augustin Desvaux, och fick sitt nu gällande namn av J.Gonzales. Sticherus ferrugineus ingår i släktet Sticherus och familjen Gleicheniaceae. Inga underarter finns listade.